# 西秦会馆
29°21′06″N 104°46′07″E / 29.35167°N 104.76861°E
西秦会馆位于中国四川省自贡市自流井区解放路107号，为清代乾隆年间陕西籍商人所建的会馆，1959年起被辟为自贡市盐业历史博物馆，是中国唯一的盐业历史博物馆。1980年7月7日，西秦会馆列為四川省重新確定公布的第一批四川省文物保护单位。1988年1月13日公佈為第三批全國重點文物保護單位。

## 历史

### 背景
明清换代之际，中国各地陷入动乱，四川也如宋元战争时那样首当其冲，人口锐减，社会经济受到巨大破坏。自清朝顺治十八年（1661年）起，清廷实行移民入川政策，加之后来的轻赋政策，四川人口开始恢复并逐渐超越明朝。在川盐重振后，外省商人移民到四川自贡，其中陕西商人于康熙中期进入自贡盐场，他们先贩盐，后投资自贡盐场采盐。至乾隆年间，四川各盐场井灶已以陕西人为主，自贡超千米深的燊海井也是由陕西商人投资开凿。政府对盐业征收较低税收，以及盐业带来的巨大利润，促使雍正、乾隆时期陕西商人在自贡形成了一个大型资本集团。
雍正年间，已在自贡地区形成人数众多的陕西商帮筹组了行帮组织“西秦大会”，以维护本籍人士的利益。该时期在自贡，修建会馆也蔚然成风，会馆是旅居异地的同乡联络感情、结义的场所，在当时的仙市镇，不到两平方公里范围内就有五座会馆。

### 修建经过
雍正十年（1732年）“西秦大会”与当地龙峰（凤）山龙峰井作坊之主李光华签订买地契约，买下龙峰山下、靠近釜溪河这块地修建同乡会馆。乾隆元年（1736年），西秦会馆动工，历时十六年，耗资五万两白银。道光七年（1827年），因会馆年久失修，陕西籍盐商再次组织大会重修并扩建会馆，筹得白银四万余两，并聘川南著名建筑师杨学三负责设计修建，历时两年，形成现在的建筑风貌。

## 建筑

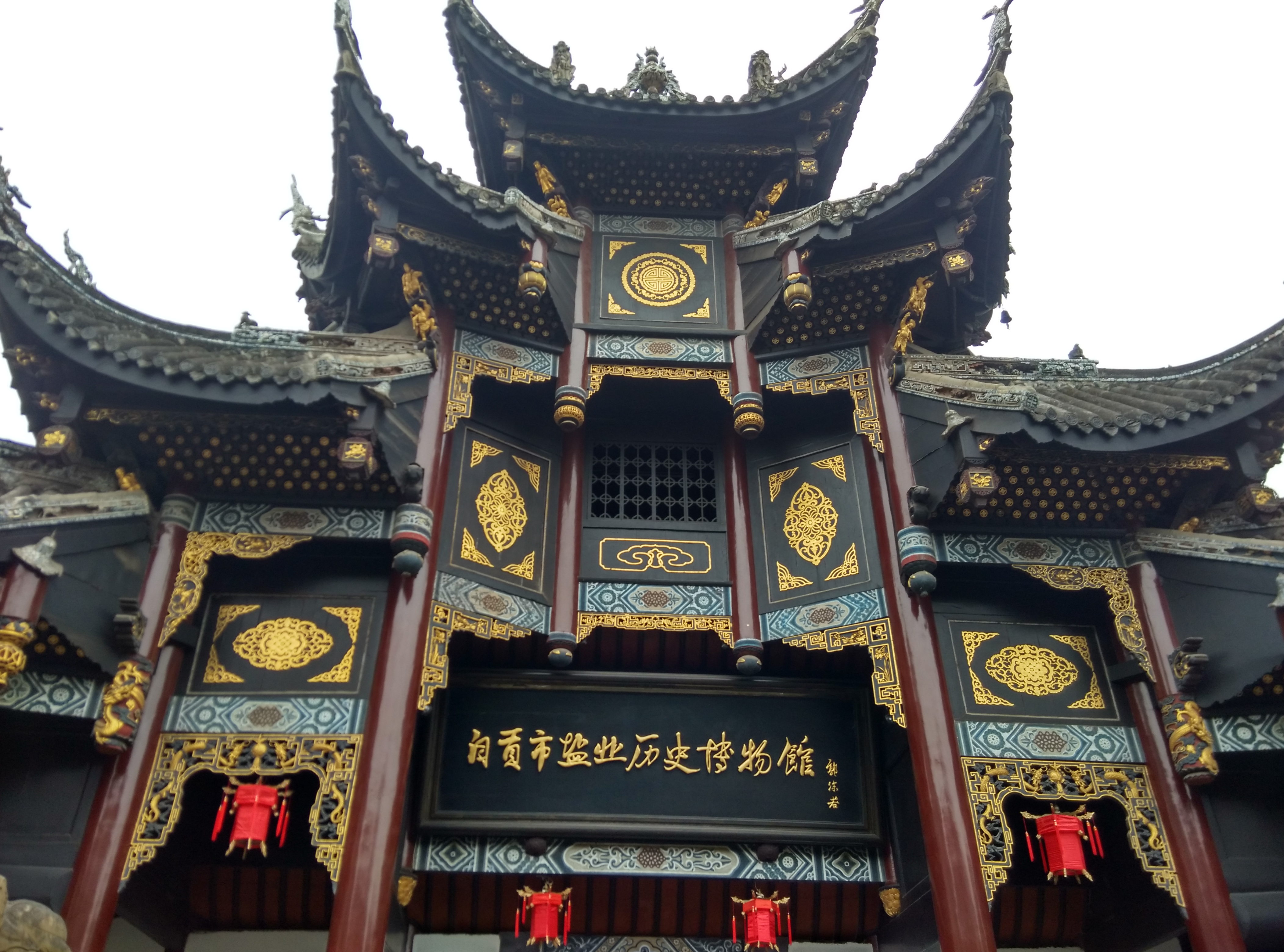
武圣宫大门细节

西秦会馆建筑平面呈矩形，为中国传统建筑格式，占地总面积约3640平方米（第二版自贡市志则记为4000平方米:98），建筑面积约3000:50~3100平方米。建筑轴线分明，坐东南向西北方，四周由山墙、隔轩以及廊屋等次要建筑环绕。86米建筑中轴线上由外至内依次为武圣宫大门、献技诸楼、大丈夫抱厅、福海楼、抱厅、参天阁、中殿、正殿建筑。轴线两侧有外至里则是金镛和贲鼓阁、左右客廨、内院和神庖与内轩。
建筑正门的武圣宫大门与献技诸楼构成了独立的复合型建筑。武圣宫大门为四柱七楼牌坊式门，面宽约32米。其上为四层重檐歇山层顶，檐角成等行，由上至下依次加宽，献技诸楼四层高，屋顶由两层歇山式屋顶组成，并在屋顶靠近正脊处加建了六角形状的盔顶，其中后两角则镶嵌在武圣宫大门歇山式屋顶中，由此在形成一个有着24个檐角的大屋顶。武圣宫与献技诸楼复合建筑下由22根石柱和众多梁枋支撑。复合建筑内为四层建筑，第一层为门厅，第二层为献技楼，第三层为大观楼，顶层为福海楼。
由门厅进入天街，为约798平方米的平坝，由东西向的金镛阁和贲鼓阁和南北的献祭诸楼和大丈夫抱厅合围而成，四座建筑也通过连廊走廊互通。